# Złączka elektryczna

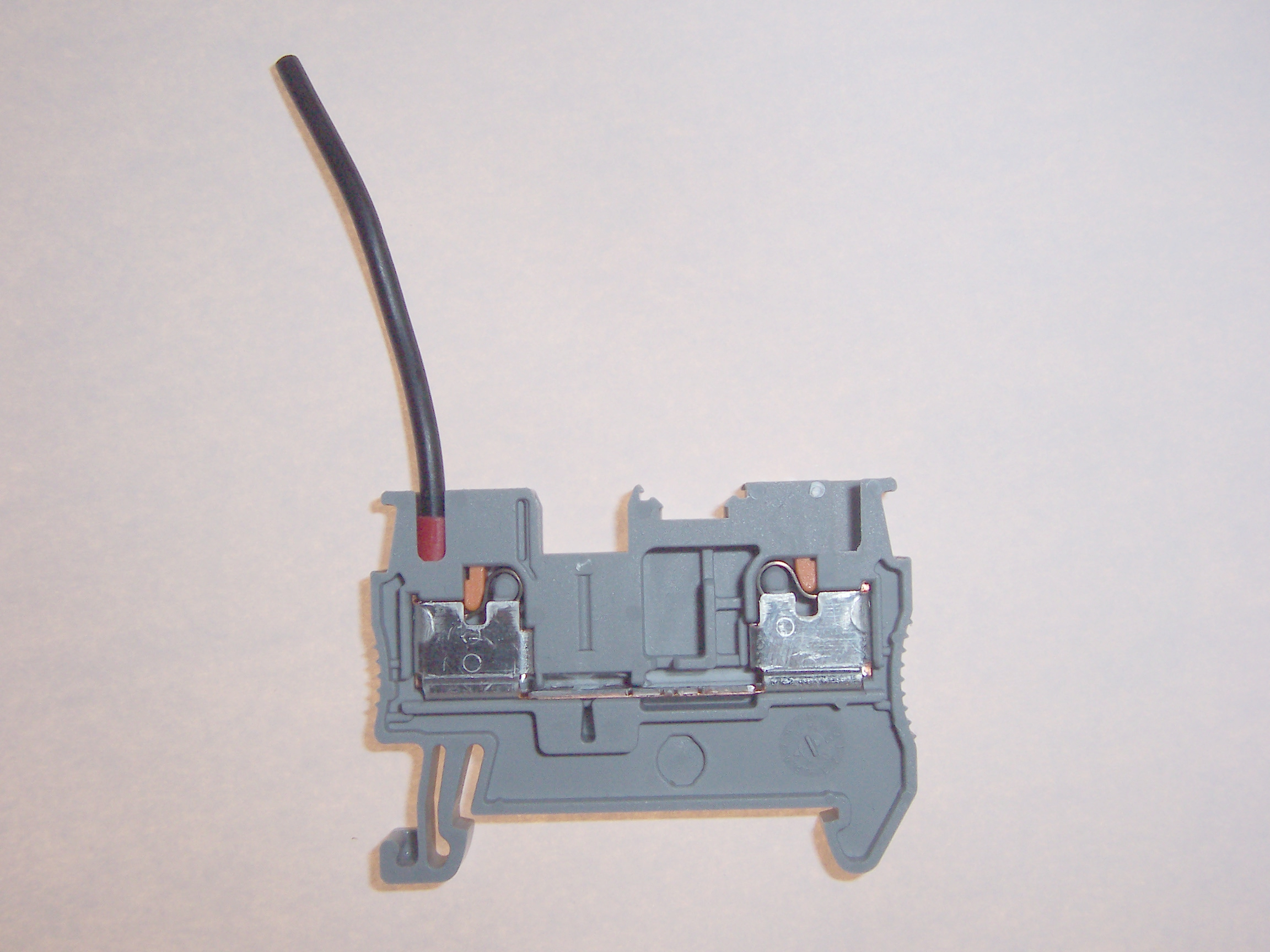
Przekrój złączki PIT (Push In Terminal) firmy Phoenix Contact

Złączka elektryczna – wyrób elektroizolacyjny, przeznaczony do połączenia toru prądowego dwóch odcinków przewodów elektroenergetycznych niskiego napięcia. Połączenia tego dokonuje się za pomocą zacisków lub innych elementów przyłączeniowych, umieszczonych na końcach toru. Tory te są umieszczone na podstawie izolacyjnej lub w obudowie izolacyjnej.
Istnieją złączki zarówno jedno- jak i wielotorowe. Te ostatnie umożliwiają łączenie nawet kilkunastu torów prądowych.
Złączki i związane z nimi wyposażenie tworzą system, którego główną funkcją jest pewne połączenie przewodów pod względem elektrycznym i mechanicznym.

## Cechy charakterystyczne złączki
Złączki są charakteryzowane przez:
- rodzaj zacisków lub elementów przyłączeniowych
- sposób zamocowania
- liczbę torów
- możliwość zwierania torów
- rodzaj materiału żył przyłączanych przewodów
- dopuszczalną temperaturę otoczenia
- stopień ochrony IP

## Osprzęt i wyposażenie złączek
- oznaczniki - służą do oznaczania poszczególnych torów prądowych złączek. Wykonywane są z materiałów odpornych na ścieranie, temperaturę i typowe chemikalia
- listwy montażowe - przytwierdzane są do podłoża i służą do mocowania na nich złączek za pomocą zatrzasków
- trzymacze - służą do ustalania pozycji złączki lub zestawu złączek na szynie